# Un lac
Un lac és una pel·lícula francesa el 2008 dirigida per Philippe Grandrieux, protagonitzada per Dmitri Kubasov, Natálie Rehorová i Aleksei Solontxev. La pel·lícula va guanyar una menció especial a la secció Orizzonti al Festival de Cinema de Venècia de 2008.

## Argument
Alexi és un home amb un cor pur, llenyataire i presa de convulsions epilèptiques. Està totalment obert a la natura que l'envolta i molt a prop de la seva germana petita, Hege. La seva mare cega, el seu pare i el seu germà petit són els testimonis silenciosos del seu amor aclaparador. Arriba un desconegut, un jove amb prou feines més gran que l'Alexi.

## Repartiment
- Dmitri Kubasov (Дмитрий Кубасов) : Alexi
- Natálie Řehořová : Hege
- Aleksei Solontxev[3] (Алексей Солончев) : Jurgen
- Simona Hülsemann : Liv
- Vitali Kísxenko (Виталий Кищенко) : Christiann
- Arthur Semay : Johannes

## Distincions
- 66a Mostra Internacional de Cinema de Venècia : « Orizzonti / Mentione Speciale »que premia pel·lícules que obren noves tendències per al cinema[4]
- Festival Internacional de Cinema de Las Palmas de Gran Canària (selecció oficial): “Millor fotografia” + “Menció especial a la innovació”[5]